# Two-Bit Seats
Two-Bit Seats è un film muto del 1917 diretto da Lawrence C. Windom e prodotto dalla Essanay di Chicago. La sceneggiatura si basa sul racconto Two Bit Seats firmato da Gladys E. Johnson, pubblicato nel luglio di quell'anno sull'American Magazine.

## Trama
Jimmy Mason, un impiegato con pochi soldi, ama il teatro ma cerca sempre di comperare dei biglietti di platea perché non vuole essere visto dal suo capo nei posti più economici. Una sera, incontra per caso una ragazza, Alice Carroll, con la quale fa amicizia. Anche lei ama molto il teatro, ma accetta di andarci con Jimmy solo se quest'ultimo si accontenterà di due posti in galleria. La grande paura di Jimmy, cioè quella di essere visto da Faulkner, il suo capo, tra gli spettatori meno abbienti, si avvera una sera, quando lui si trova con Alice proprio in galleria.
Il giorno dopo, Faulkner convoca il suo impiegato nel suo ufficio. Ma i timori di Jimmy si dimostrano infondati: il suo capo, infatti, è rimasto piacevolmente sorpreso dal fatto che il giovane si sia dimostrato così economo e gli offre una promozione e un aumento di stipendio. La sua nuova posizione, adesso, permette a Jimmy di potersi dichiarare ad Alice che accetta di diventare sua moglie.

## Produzione
Il film fu prodotto dalla Essanay Film Manufacturing Company e dalla Perfection Pictures.

## Distribuzione
Il copyright del film, richiesto dalla Essanay Film Mfg. Co., fu registrato il 24 ottobre 1917 con il numero LP11652.
Distribuito dalla George Kleine System, il film - presentato da George K. Spoor - uscì nelle sale cinematografiche statunitensi il 5 novembre 1917.
Non si conoscono copie ancora esistenti della pellicola che viene considerata presumibilmente perduta.